# Suzanna Andler (film)
Pour les articles homonymes, voir Andler.
Pour plus de détails, voir Fiche technique et Distribution.
Suzanna Andler est un film dramatique français réalisé par Benoît Jacquot et sorti en 2021.

## Synopsis
Années 1960, une villa de vacances au bord de la mer, hors saison. Suzana Andler, est âgée de 40 ans. Elle est mariée et mère. On la trouve avec son jeune amant, le premier, Michel. Le récit nous donne à voir la solitude, les doutes, l'envie de liberté, les choix de la vie, ... et l'amour.

## Fiche technique
- Titre original : Suzanna Andler
- Réalisation : Benoît Jacquot
- Scénario : Benoît Jacquot, d'après l'œuvre de Marguerite Duras
- Décors : Pascale Consigny
- Costumes : Elsa Capus
- Photographie : Christophe Beaucarne
- Montage : Julia Gregory
- Musique :
- Producteur : Kristina Larsen
- Société de production : Les Films du Lendemain
- SOFICA : Cofinova 16
- Société de distribution : Les Films du Losange
- Pays d'origine :  France
- Langue originale : français
- Format : couleur
- Genre : Drame
- Durée : 91 minutes
- Dates de sortie :
  - France : 
    - 13 janvier 2021 (Festival Rendez-vous du cinéma français à Paris)
    - 2 juin 2021 (en salles)

## Distribution
- Charlotte Gainsbourg : Suzanna
- Niels Schneider : Michel
- Nathan Willcocks : Rivière
- Julia Roy : Monique
- Sandrine Rivet : Marie-Louise

## Diffusion
En 2024, à la suite d'accusations de viol et d'agressions sexuelles par quatre actrices (Judith Godrèche, Julia Roy, Vahina Giocante et Isild Le Besco), la Cinémathèque française déprogramme la diffusion de Suzanna Andler et Les Ailes de la colombe, deux films de Benoît Jacquot.